# Велика Весь (Познанський повіт)
Велика Весь (пол. Wielka Wieś, нім. Großdorf) — село в Польщі, у гміні Бук Познанського повіту Великопольського воєводства.
Населення — 979 осіб (2011).
У 1975-1998 роках село належало до Познанського воєводства.

## Демографія
Демографічна структура станом на 31 березня 2011 року:
|          | Загалом | Допрацездатний вік | Працездатний вік | Постпрацездатний вік |
| -------- | ------- | ------------------ | ---------------- | -------------------- |
| Чоловіки | 503     | 130                | 343              | 30                   |
| Жінки    | 476     | 123                | 304              | 49                   |
| Разом    | 979     | 253                | 647              | 79                   |